# Progress MS-21
Progress MS-21 (ryska: Прогресс МС-21) eller som NASA kallar den, Progress 82 eller 82P, är en flygning av en rysk obemannad rymdfarkost som levererat förnödenheter, syre, vatten och bränsle till Internationella rymdstationen (ISS). Den sköts upp med en Sojuz-2.1a-raket, från Kosmodromen i Bajkonur, den 26 oktober 2022. Två dagar senare dockade den med rymdstationens Pojsk modul.
Rymdstationen fick med farkosten 700 kg bränsle, 420 liter vatten, 40 kg kväve samt 1360 kg kläder, mat, rengöringesmedel och verktyg.
Den 11 februari 2023  uppstod en läcka på ett av farkostens kylsystem.
Farkosten lämnade rymdstationen den 18 februari 2023 och brann upp i jordens atmosfär några timmar senare.

### Fotnoter
1. ↑  ”NASA Space Science Data Coordinated Archive” (på engelska). NASA. https://nssdc.gsfc.nasa.gov/nmc/spacecraft/display.action?id=2022-140A. Läst 26 februari 2023.
2. 1 2  ”Russian space program in 2022” (på engelska). Anatoly Zak. 7 oktober 2022. http://www.russianspaceweb.com/2022.html. Läst 8 oktober 2022.
3. 1 2  Reichl & Schiessl (2023). ”Progress MS-21” (på tyska). SPACE 2024: Raumfahrt-Jahrbuch. Verein zur Förderung der Raumfahrt. sid. 467